# 小郡站
- 關於西日本鐵道的車站，請見「西鐵小郡站」。
- 關於曾經名為小郡站的JR西日本車站，請見「新山口站」。

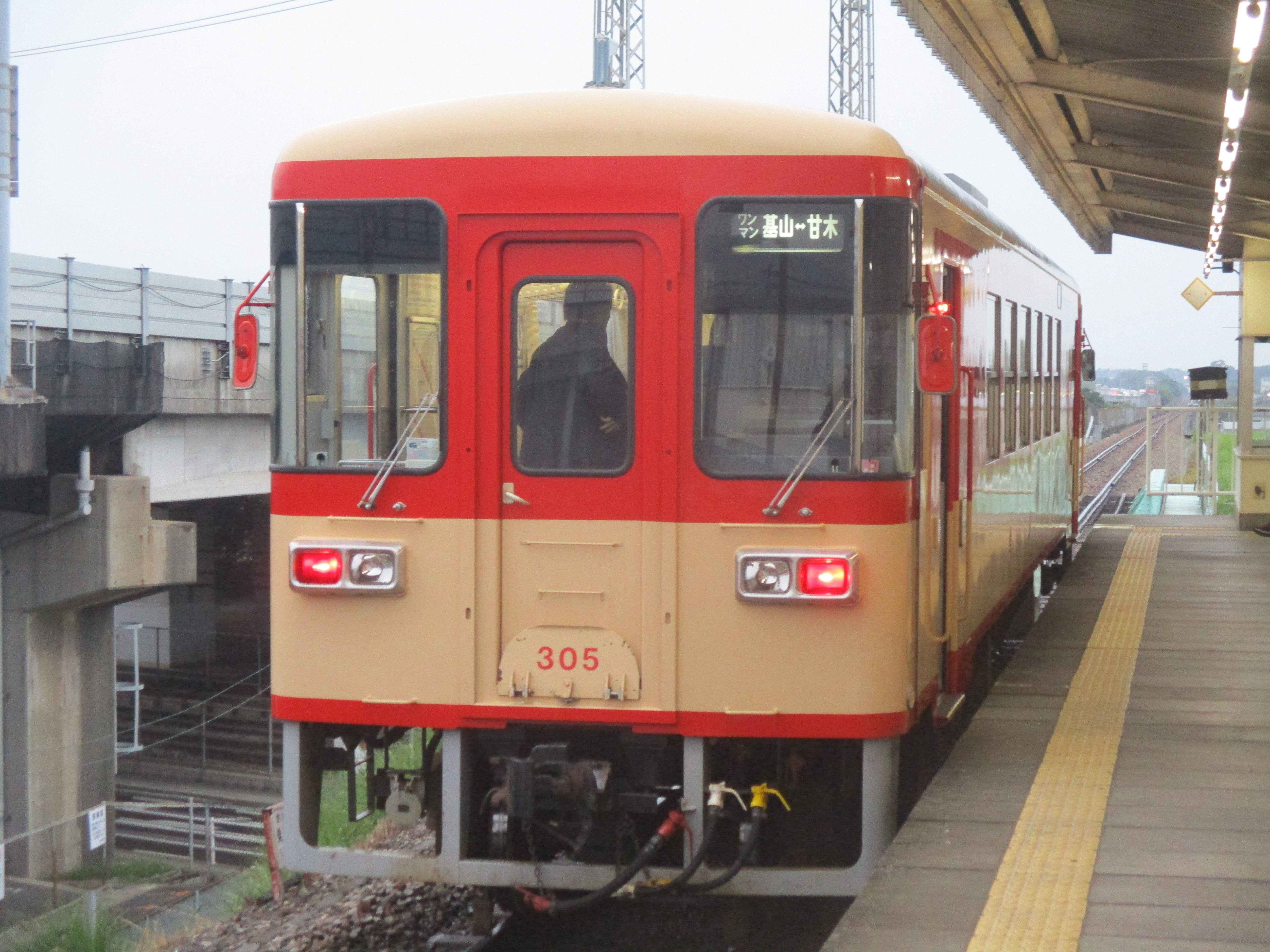
小郡站停車中的AR305（2018年9月）.左邊是大分自動車道

小郡站（日语：／ Ogōri eki */?）是位於福岡縣小郡市祇園一丁目，甘木鐵道甘木線車站。此站可於西鐵小郡站轉乘西日本鐵道。

## 歷史
- 1939年（昭和14年）4月28日 - 國鐵甘木線基山站至甘木站之間開通，筑後小郡站（日语：／）啟用。
- 1986年（昭和61年）4月1日 - 由甘木鐵道接管車站，成為甘木鐵道甘木線車站，同時車站改名為松崎站[1]。在國鐵時代撤走的交會設備重開，成為設有1面2線的月台[1]。同時，車站向甘木一方遷移約500米，使可方便地轉乘西日本鐵道（西鐵）天神大牟田線。此站車站可改名小郡站[1]。西鐵小郡站新設出口，方便轉乘甘木鐵道。

## 車站構造
本站是高架車站，設有1面1線的單式月台。此站是無人車站，站內設有車站事務室，可發售回數票、一日乘車票和定期票。廁所位於月台基山靠近一端。飲品販賣機位於車站樓梯下方和月台上。在列車進站時，會設有自動廣播。（基山方向為男聲，甘木方向為女聲）

## 使用狀況
在2008年度1日平均乘車人次為1,011人。
在2018年度1日平均乘車人次為1,043人。
| 乘車人次變化 | 乘車人次變化 |
| 年度         | 1日平均人次  |
| ------------ | ------------ |
| 2008年       | 1,011        |
| 2009年       |              |
| 2010年       |              |
| 2011年       | 982          |
| 2012年       | 1,010        |
| 2013年       | 1,079        |
| 2014年       | 1,140        |
| 2015年       | 1,043        |
| 2016年       | 1,025        |
| 2017年       | 1,000        |
| 2018年       | 1,043        |

## 車站周邊
車站鄰接大分自動車道，但是由於公路上加設隔音牆，因此不可看到公路路面。雖然車站位於小郡市中心，但是車站周邊比較幽靜。車站東邊會越過西鐵天神大牟田線。
此站距離西鐵小郡站南邊250米。站前設有巴士和的士站，均位於西鐵小郡站西邊的迴旋路。
- 小郡市立小郡小學 - 西南方約250米
- 小郡市政廳 - 東南方約300米
- 小郡汽車學校（日语：小郡自動車学校） - 北方約400米
- 小郡站前郵局 - 西南方約600米
- 最好電器小郡店 - 西南方約750米
- 普利司通游泳學校
- PIZZACOOC（日语：ピザクック）
- 西日本都市銀行
- 福岡銀行
- 西鐵商店（日语：西鉄ストア）
- 小郡官衙遺蹟（日语：小郡官衙遺跡）

## 筑後小郡站

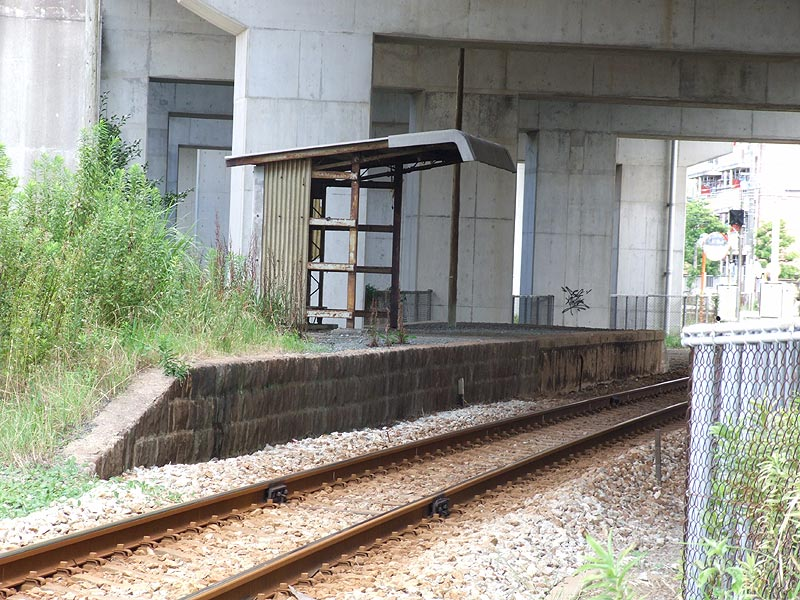
筑後小郡站蹟

舊筑後小郡站位於現時小郡站靠近基山一方（西方）約500米，位於甘木線和大分自動車道交界處。月台位於高速公路下。車站大樓蹟建設公寓，現時月台和候車室還健在。

## 相鄰車站
甘木鐵道
■甘木線
立野－（大原信號站）－小郡－大板井

## 注腳
1. 1 2 3 4 5  . 鐵道雜誌 (鐵道雜誌社). 1987-08, 21 (10): 98–101 （日语）.
2. ↑  小郡市資料盒 （交通・通信） 甘木鐵道各站的乘車人次的變化
3. ↑  令和元年度版 九州運輸要覧 （页面存档备份，存于）（日語） ，2020年9月2日參閲